# Félix de las Cuevas Cortés
Félix de las Cuevas Cortés es un abogado y Político español del Partido Popular, diputado nacional por Cantabria desde 2023 y, anteriormente, senador por Cantabria entre 2019 y 2023.

## Biografía
Nacido en Santander, es licenciado en Derecho por la Universidad de Cantabria y, así mismo, posee un máster en Asesoría Jurídica de Empresas por el Instituto de Empresa.

## Trayectoria política
En 2019 concurrió a las elecciones y fue elegido Senador, participando en la iniciativa  legislativa relativa a la Reforma del Estatuto de Autonomía para Cantabria, así como en la redacción y defensa de distintas mociones relacionadas con la industria electrointensiva y los derechos sociales, entre otros.
El 23 de julio de 2023 resultó elegido diputado nacional.